# Spatuloricaria euacanthagenys
Spatuloricaria euacanthagenys е вид лъчеперка от семейство Loricariidae. Видът не е застрашен от изчезване.

## Разпространение
Разпространен е в Бразилия, Колумбия и Перу.

## Описание
Популацията на вида е стабилна.